# L'Ordonnance zélé
Pour plus de détails, voir Fiche technique et Distribution.
L'Ordonnance zélé (Усердный денщик, Ousserdny denchtchik) est un film russe réalisé par N. Filippov, sorti en 1908. 

## Fiche technique
- Titre : L'Ordonnance zélé[1]
- Titre original : Усердный денщик (Ousserdny denchtchik)
- Réalisation : N. Filippov
- Scénario : N. Filippov
- Photographie : Alexandre Drankov
- Pays d'origine : Empire russe
- Genre : comédie
- Durée : 3 minutes
- Date de sortie : 1908

## Distribution
- V. Garline
- N. Filippov